# 尾山泰永
尾山 泰永（おやま やすなが、男性、1971年 - ）は、日本の漫画家。富山県出身。主に成年向け漫画雑誌で活動。

## 来歴
1995年頃商業誌デビュー。以後、日本出版社、一水社、松文館、大洋図書、ぶんか社等の各出版社が発行する成年向け漫画雑誌で連載を持つ。またPC用アダルトゲームの原画を手掛ける。
2010年現在では辰巳出版『Comicバズーカ』、東京三世社『チョベコミ』といった雑誌の他、海王社『マガジンサイベリア』、松文館『姫マニア』といったデジタルコミック、各種携帯コミックサイトで新作が掲載されている。
過去にこうたろうの同人サークル「こうたろうwithティー」に参加している。

## 作品リスト

### 単行本
成年向け作品
|    | 書名                            | 出版社                       | レーベル                     | 発行年月   | ISBN           | 注記                                                                |
| -- | ------------------------------- | ---------------------------- | ---------------------------- | ---------- | -------------- | ------------------------------------------------------------------- |
| 1  | コスプレ魔術師                  | 日本出版社                   | アップルコミックス           | 1996年08月 | 978-4890484690 | 初単行本。台湾KOFU CULTUREより翻訳版『扮装魔術師』が発行された[2]。 |
| 2  | ぱふぱふパフェ                  | 一水社                       | いずみコミックス             | 1996年12月 | 978-4870762855 |                                                                     |
| 3  | あぶないBウィルス               | 日本出版社                   | アップルコミックス           | 1997年07月 | 978-4890484799 |                                                                     |
| 4  | ぬぷぬぷぬっぷん                | 一水社                       | いずみコミックス             | 1997年12月 | 978-4870763258 |                                                                     |
| 5  | 燃えよ暴淫拳!                   | 日本出版社                   | アップルコミックス           | 1998年02月 | 978-4890484850 |                                                                     |
| 6  | おやまん                        | 一水社                       | いずみコミックス             | 1998年06月 | 978-4870763463 |                                                                     |
| 7  | 世紀末CO-GALパニック            | 日本出版社                   | アップルコミックス           | 1998年11月 | 978-4890484942 |                                                                     |
| 8  | 爆乳学園                        | 一水社                       | いずみコミックス             | 1999年06月 | 978-4870763852 |                                                                     |
| 9  | いけないQ-PIT                   | コスミックインターナショナル | キュンコミックス             | 1999年09月 | 978-4774701165 |                                                                     |
| 10 | どっきんクリニック              | 日本出版社                   | アップルコミックス           | 2000年02月 | 978-4890485093 |                                                                     |
| 11 | ワーキングエンジェルズ          | 桃園書房                     | TOEN COMICS                  | 2000年03月 | 978-4807833085 |                                                                     |
| 12 | 借金肉奴隷                      | 松文館                       | 別冊エースファイブコミックス | 2000年07月 | 978-4790105848 |                                                                     |
| 13 | 鬼畜家族                        | 一水社                       | いずみコミックス             | 2001年01月 | 978-4870764484 |                                                                     |
| 14 | 制服処女天国                    | 桃園書房                     | TOEN COMICS                  | 2001年01月 | 978-4807834402 |                                                                     |
| 15 | いやらしい話                    | 日本出版社                   | アップルコミックス           | 2001年11月 | 978-4890485307 |                                                                     |
| 16 | 借金少女奴隷                    | 松文館                       | 別冊エースファイブコミックス | 2002年02月 | 978-4790108177 |                                                                     |
| 17 | エッチなお授業                  | 英知出版                     | EC文庫                       | 2002年03月 | 978-4754231118 | 文庫本                                                              |
| 18 | コスプレ奴隷調教                | 英知出版                     | EC文庫                       | 2002年03月 | 978-4754231101 | 文庫本                                                              |
| 19 | 性欲処理教室                    | 一水社                       | いずみコミックス             | 2002年07月 | 978-4870765139 |                                                                     |
| 20 | 制服少女汁                      | 英知出版                     | ECコミックス                 | 2002年08月 | 978-4754290740 |                                                                     |
| 21 | 女教師調教                      | 日本出版社                   | アップルコミックス           | 2003年04月 | 978-4890485475 |                                                                     |
| 22 | 姦りっぱなし100連発!            | 大洋図書                     | ミリオンコミックス           | 2003年05月 | 978-4813009368 |                                                                     |
| 23 | 下半身授業                      | 松文館                       | 別冊エースファイブコミックス | 2003年10月 | 978-4790111535 |                                                                     |
| 24 | 過激凌辱!!                      | 一水社                       | いずみコミックス             | 2004年01月 | 978-4870765542 |                                                                     |
| 25 | 巨乳一番搾り                    | 大洋図書                     | ミリオンコミックス           | 2004年02月 | 978-4813009610 |                                                                     |
| 26 | 女子監禁改造                    | 日本出版社                   | アップルコミックス           | 2004年08月 | 978-4890488032 |                                                                     |
| 27 | レイプ中毒                      | 一水社                       | いずみコミックス             | 2005年01月 | 978-4870765948 |                                                                     |
| 28 | 聖母淫乱                        | シーズ情報出版               | シーズコミック               | 2005年01月 | 978-4861770067 | 描き下ろし1作の他は再録。                                           |
| 29 | 少女アイドル強姦                | 松文館                       | 別冊エースファイブコミックス | 2005年01月 | 978-4790114147 |                                                                     |
| 30 | 母娘調教訪問                    | 日本出版社                   | アップルコミックス           | 2005年09月 | 978-4890488162 |                                                                     |
| 31 | 女子校生輪姦                    | 松文館                       | 別冊エースファイブコミックス | 2005年10月 | 978-4790115823 |                                                                     |
| 32 | 現代強姦                        | 松文館                       | 別冊エースファイブコミックス | 2006年01月 | 978-4790116493 |                                                                     |
| 33 | スレイブレイプ                  | 一水社                       | いずみコミックス             | 2006年02月 | 978-4870766266 |                                                                     |
| 34 | 借金少女                        | 松文館                       | ダイナコミックス             | 2006年02月 | 978-4790116592 | 主に再録。                                                          |
| 35 | いけないラブレター              | 松文館                       | ダイナコミックス             | 2006年04月 | 978-4790116998 | 主に再録。                                                          |
| 36 | ひきこもりエッチ                | 松文館                       | ダイナコミックス             | 2006年05月 | 978-4790117209 | 主に再録。                                                          |
| 37 | 家庭内姦淫                      | モエールパブリッシング       | ももまんじるし               | 2006年07月 | 978-4903028798 |                                                                     |
| 38 | ぶっかけ!                       | 日本出版社                   | アップルコミックス           | 2006年08月 | 978-4890488278 |                                                                     |
| 39 | 強姦映画館                      | 松文館                       | 別冊エースファイブコミックス | 2007年04月 | 978-4790119289 |                                                                     |
| 40 | 膣内連続注入                    | ティーアイネット             | MUJIN COMICS                 | 2007年06月 | 978-4887742260 |                                                                     |
| 41 | 少女アイドル強姦 オールカラー版 | 松文館                       | IROコミックス                | 2008年02月 | 978-4790120742 | 新装版。                                                            |
| 42 | ヌケるカラダ                    | 一水社                       | いずみコミックス             | 2008年02月 | 978-4870766976 |                                                                     |
| 43 | 悦具 超エロギャル至上主義       | 東京三世社                   | DOコミックス                 | 2009年01月 | 978-4812627037 |                                                                     |
| 44 | 少女初体験リレー                | 松文館                       | 別冊エースファイブコミックス | 2010年02月 | 978-4790123354 | オールカラー。                                                      |
| 45 | 媚痴                            | 東京三世社                   | DOコミックス                 | 2010年05月 | 978-4812627167 |                                                                     |
- 尾山泰永自選傑作集

### 参加アンソロジー
成年向け作品
特記のない限り松文館の別冊エースファイブコミックスレーベルよりの発行。
- 『妹恋し 2』 桜桃書房 <EXコミックス> 2000年7月 ISBN 978-4-7567-2379-6
- 『発情姦母姉妹』 メディアックス <MDコミックス> 2001年3月 ISBN 978-4-8961-3443-8
- 『美畜女学院』 メディアックス <MDコミックス> 2001年5月 ISBN 978-4-8961-3448-3
- 『愛奴琉市場』 メディアックス <MDコミックス> 2001年7月 ISBN 978-4-8961-3454-4
- 『禁断姦淫 6』 2001年6月 ISBN 978-4-7901-0716-3
- 『凌辱学校 17 いじめ学級』 2002年11月 ISBN 978-4-7901-0961-7
- 『禁断姦淫 16』 2003年2月 ISBN 978-4-7901-1017-0
- 『禁断姦淫 18』 2003年6月 ISBN 978-4-7901-1085-9
- 『凌辱学校 24』 2004年1月 ISBN 978-4-7901-1201-3
- 『禁断姦淫 26』 2004年10月 ISBN 978-4-7901-1357-7
- 『ザ・凌辱』 2004年6月 ISBN 978-4-7901-1295-2
- 『ザ・痴漢』 2004年10月 ISBN 978-4-7901-1358-4
- 『ザ・巨乳』 2005年10月 ISBN 978-4-7901-1595-3
- 『禁断姦淫 32 ロリ姦淫』 2005年10月 ISBN 978-4-7901-1591-5
- 『ロスト・ヴァージン』 松文館 <ダイナコミックス> 2006年3月 ISBN 978-4-7901-1688-2
- 『危険恋愛H 13』 2006年9月 ISBN 978-4-7901-1797-1
- 『太い注射はイヤッ』 松文館 <ダイナコミックス> 2006年11月 ISBN 978-4-7901-1847-3
- 『痴漢大辞典』 2007年6月 ISBN 978-4-7901-1960-9
- 『SM大辞典』 2007年11月 ISBN 978-4-7901-2037-7
- 『鬼畜大辞典』 2007年12月 ISBN 978-4-7901-2054-4
- 『陵辱王』 2008年2月 ISBN 978-4-7901-2085-8
- 『バーニングラブ 15 征服愛』 松文館 <ガールズポップコレクション> 2008年2月 ISBN 978-4-7901-2079-7
- 『調教王』 2008年3月 ISBN 978-4-7901-2100-8
- 『強姦王』 2008年4月 ISBN 978-4-7901-2114-5
- 『鬼畜王』 2008年5月 ISBN 978-4-7901-2127-5
- 『輪姦王』 2009年1月 ISBN 978-4-7901-2139-8
- 『バーニングラブ 35 肉食ケモノ愛』 松文館 <ガールズポップコレクション> 2009年10月 ISBN 978-4-7901-2300-2

### その他
成年向け作品
- 逃亡者 ZERO（1998年3月、PC用ゲーム）原画
- Guも〜ん遊戯 インターハート（1998年4月、PC用ゲーム）原画
- ないん・らいぶす -はにゃ札するにゃん- apricot/エクセレンツ（1998年6月、PC用ゲーム）原画
- フォレストインザダーク SPEED（1998年6月、PC用ゲーム）原画
- 偽タクシー ILLUSION SOFT（1999年7月、PC用ゲーム）原画
- 偽スカウト ILLUSION SOFT（2000年4月、PC用ゲーム）原画
- 家庭教師 陵辱レッスン びーにゃん（2000年4月、PC用ゲーム）原画
- 凌辱サンタ びーにゃん（2000年12月、PC用ゲーム）原画
- 外道学園委員会 ケーティーファクトリー（2002年2月、PC用ゲーム）原画
- 鬼コーチ〜勝利への陵辱〜 APPLE PIE（2007年9月、PC用ゲーム）原画

全年齢向け作品
- 『ボイスファンタジア 失われたボイスパワー』 アスク講談社（1997年7月、セガサターン用ゲーム）キャラクターデザイン
- 『はじめてのCGキャラクターメイキングマニュアル』 データハウス 2000年6月 ISBN 978-4-8871-8561-6 イラスト

### 同人誌
- 『恋愛症候群2 きみとぼくのうた』 月のない夜は気をつけろ 1998年6月
- 『GIRL POWER Vol.18』 こうたろうwithティー 2004年8月

### アシスタント
- あきは@